# Ignaz Franz Xaver Schömann

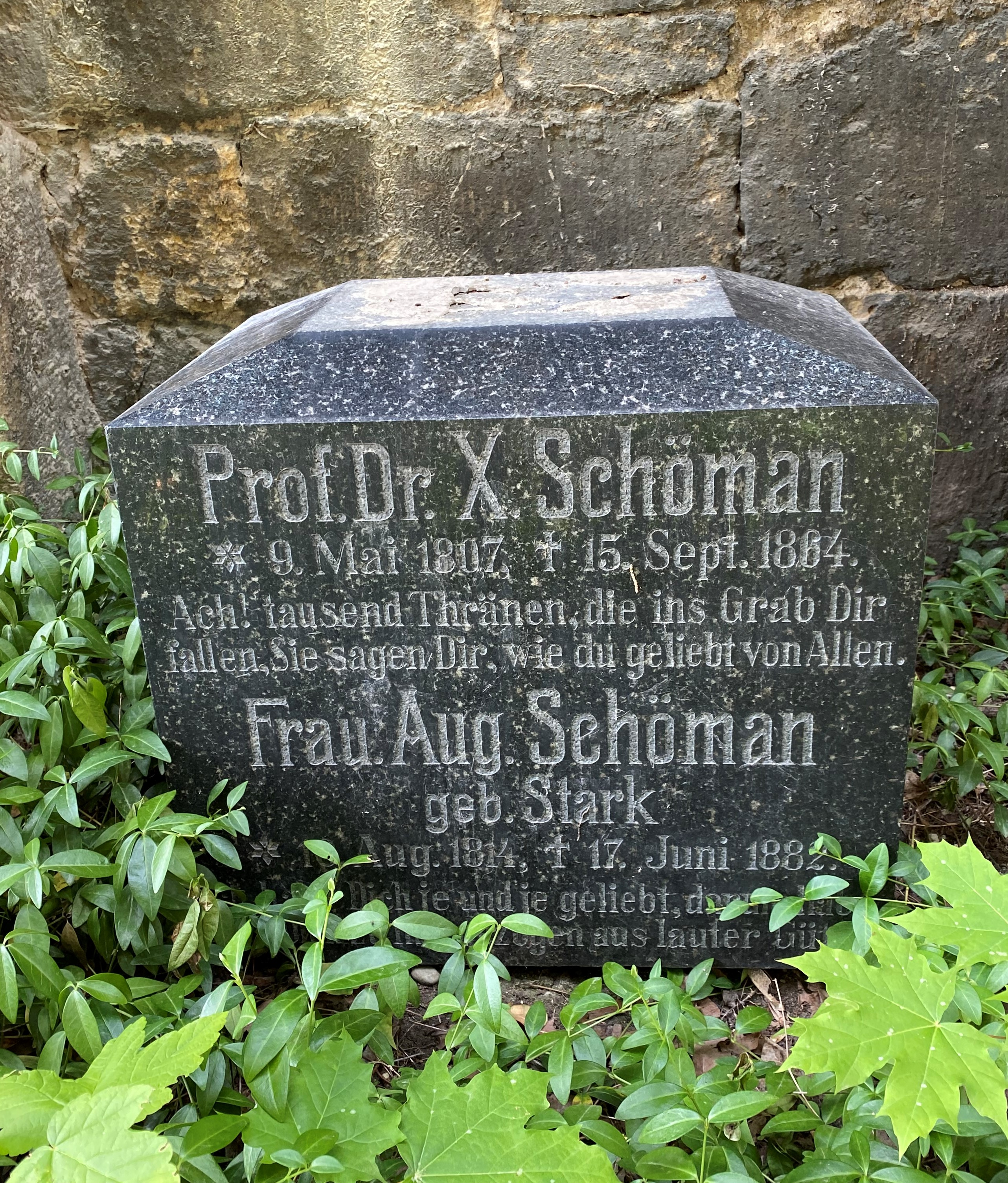
Grabstein (unvollständig) von X. und Aug. Schöman auf dem Johannisfriedhof in Jena

Ignaz Franz Xaver Schömann (auch: Schöman) (* 9. Mai 1807 in Wetzlar; † 16. September 1864 in Köln) war ein deutscher Mediziner.

## Leben
Schömann wurde als Sohn des Juristen Franz Joseph Konstantin Schömann und seiner Ehefrau Charlotte Reinhard in Wetzlar geboren. Ab 1826 studierte er an der Universität Jena Medizin. Er beendete sein Studium 1832 als Doktor der Medizin mit der Inauguralabhandlung De humore cranii recens natorum sanguineo.
Von 1832 bis 1835 arbeitete er als Arzt an den Landesheilanstalten in Jena. Nach der Habilitation lehrte er als Privatdozent an der medizinischen Fakultät der Universität Jena zu den Themen Arzneimittellehre, Rezepturen und Gerichtsmedizin. 1837 wurde er zum außerordentlichen Professor ernannt. Ein Jahr später erfolgte seine Ernennung zum Stadt- und Amtsarzt der Stadt Jena. 1839 unternahm er Studienreisen nach Paris und London.
Ignaz Franz Xaver Schömann wurde am 3. September 1857 unter der Präsidentschaft von Christian Gottfried Daniel Nees von Esenbeck mit dem akademischen Beinamen Beer unter der Matrikel-Nr. 1821 als Mitglied in die Kaiserliche Leopoldino-Carolinische Deutsche Akademie der Naturforscher aufgenommen.
Er war mit Friedericke Auguste Liddy (* 10. August 1814 in Jena; † 17. Juni 1882 ebd.), geb. Stark, verheiratet.

## Schriften (Auswahl)
- Das malum coxae senile. Verlag Friedrich Mauke, Jena 1851.
- Lehrbuch der Arzneimittellehre als Leitfaden zu academischen Vorlesungen und zum Selbststudium. Verlag Friedrich Mauke, Jena 1853 (online).